# Giải bóng đá Hạng Ba Quốc gia 2014
Giải bóng đá Hạng Ba Quốc gia năm 2014 là mùa giải thứ mười của giải bóng đá hạng cao thứ 4 trong hệ thống vô địch giải bóng đá Việt Nam (sau V-League, Hạng nhất và Hạng nhì) do Liên đoàn bóng đá Việt Nam tổ chức hàng năm. Giải bóng đá hạng Ba Quốc gia năm 2014 chính thức khởi tranh giải đấu bắt đầu vào ngày 3/11/2014 và kết thúc vào ngày 18/11/2014 với sự tham dự của 6 đội bóng gồm Bình Định, Công an Nhân dân, Quỹ đầu tư phát triển tài năng bóng đá Việt Nam (PVF), Sanna Khánh Hòa, Tây Ninh và Đội bóng đại diện LĐBĐ Thành phố Hồ Chí Minh.

## Điều lệ
Số lượng đội bóng lên hạng
Đội xếp thứ Nhất và thứ Nhì sẽ chính thức giành quyền lên thi đấu tại Giải bóng đá hạng Nhì Quốc gia năm 2015. Các đội xếp tiếp theo sẽ được Liên đoàn bóng đá Việt Nam xem xét sau khi có quyết định chính thức từ Ban chấp hành Liên đoàn bóng đá Việt Nam về việc quy định số lượng đội bóng tại giải hạng Nhì Quốc gia năm 2015.
Cách thức tính điểm xếp hạng
- Điểm số:
  - Đội thắng: 3 điểm;
  - Đội hòa: 1 điểm;
  - Đội thua: 0 điểm;
  - Tính tổng điểm của các đội đạt được để xếp hạng thứ hạng trong bảng.
- Nếu có từ hai Đội trở lên bằng điểm nhau, thứ hạng của các đội được xác định như sau:
  - Tổng số điểm;
  - Hiệu số của tổng số bàn thắng trừ tổng số bàn thua;
  - Tổng số bàn thắng;

Đội nào có chỉ số cao hơn sẽ xếp trên, nếu không thì tiến hành bốc thăm để xác định thứ hạng.
Quy định thi đấu
Thời gian trận đấu gồm hai hiệp, mỗi hiệp 45 phút, có nghỉ giải lao 15 phút.
Đơn vị đăng cai
Quỹ đầu tư phát triển tài năng bóng đá Việt Nam (PVF)
Sân thi đấu
Sân vận động Trung tâm TDTT Thành Long - Thành phố Hồ Chí Minh

## Giải thưởng
- Đội xếp thứ Nhất: Bảng danh vị và giải thưởng 30,000,000 VNĐ.
- Đội xếp thứ Nhì: Bảng danh vị và giải thưởng 20,000,000 VNĐ.

## Thay đổi đội bóng
Danh sách các đội bóng có sự thay đổi so với mùa giải 2013.
| Đội bóng mới - Bình Định - Công An Nhân Dân - Mancons Sài Gòn - Palace Khánh Hòa - PVF - Tây Ninh B Xuống hạng từ giải Hạng Nhì 2013 - Không có | Thăng hạng lên giải Hạng Nhì 2014 - Bến Tre - Bình Phước - Đồng Nai - Kon Tum - Lâm Đồng Không tham gia mùa giải này - Binh Dương B - Cần Thơ B - Hoàng Anh Gia Lai B - Long An B - Mancons Trà Vinh |

## Lịch thi đấu và kết quả chi tiết
Vòng 1
| 3 tháng 11 năm 2014 | PVF                                                                                              | 3 – 0    | Công An Nhân dân                                                            | Thành phố Hồ Chí Minh                                                   |  |
| 14:00               | Trần Văn Hòa (5) 24' · Bùi Tiến Dụng (8) 70' · & Đỗ Thành Thịnh (27) 87' · Bùi Tiến Dụng (8) 82' | Chi tiết | Trần Quang Tâm (3) 15' · Nguyễn Trung Hiếu (6) 33' · Đồng Xuân Lâm (15) 69' | Sân vận động: Sân Thành Long Lượng khán giả: 200 Trọng tài: La Văn Hưng |  |

| 3 tháng 11 năm 2014 | Bình Định                                                                       | 2 – 0    | Tây Ninh                       | Thành phố Hồ Chí Minh                                                   |  |
| 14:00               | Đinh Thanh Bình (17) 13' 76' · Đinh Thanh Bình (17) 64' · Hồ Tấn Tài (14) 90+1' | Chi tiết | Phương Hoài Trung Hiến (4) 84' | Sân vận động: Sân Thành Long Lượng khán giả: 50 Trọng tài: Vũ Nguyên Vũ |  |

| 4 tháng 11 năm 2014 | Mancons Sài Gòn | 2 – 0    | Palace Khánh Hòa   | Thành phố Hồ Chí Minh                                                  |  |
| 15:00               | Trương Công Vũ (18) 52' · Hà Thức Quân (20) 70' · Nguyễn Thái Dương (10) 25' · Bùi Thế Viễn (8) 34' · Nguyễn Hồng Long (16) 87' | Chi tiết | Sú Xây Hìn (2) 82' | Sân vận động: Sân Thành Long Lượng khán giả: 100 Trọng tài: Trương Phi |  |

- Tổng số bàn thắng: 7 bàn thắng, Trung bình: 2 bàn/ trận
- Tổng số thẻ vàng: 11 thẻ vàng, Trung bình: 3,66 thẻ/trận
- Tổng số thẻ đỏ: 0 thẻ đỏ, Trung bình: 0 thẻ/ trận
- Tổng số khán giả: 350 người, Trung bình: 116 người/ trận.

Vòng 2
| 6 tháng 11 năm 2014 | Palace Khánh Hòa       | 0 – 1    | Bình Định                                                                                            | Thành phố Hồ Chí Minh                                                     |  |
| 14:00               | Võ Khắc Phương (8) 34' | Chi tiết | Lê Thanh Phong (10) 45' · Nguyễn Minh Trí (2) 12' · Phan Thanh Tịnh (5) 32' · Nguyễn Thái Sơn (6 85' | Sân vận động: Sân Thành Long Lượng khán giả: 100 Trọng tài: Trần Văn Điền |  |

| 6 tháng 11 năm 2014 | Tây Ninh                                                                                              | 2 – 1    | Công An Nhân dân                               | Thành phố Hồ Chí Minh                                                   |  |
| 14:00               | Phạm Minh Thư (21) 83' · Nguyễn Văn Nhựt (9) 85' · Nguyễn Văn Nhựt (9) 89' · Trần Minh Toàn (1) 90+4' | Chi tiết | Phạm Tuấn Hải (16) 81' · Chu Văn Kiên (19) 84' | Sân vận động: Sân Thành Long Lượng khán giả: 100 Trọng tài: Đỗ Thành Đệ |  |

| 6 tháng 11 năm 2014 | Mancons Sài Gòn                                                            | 1 – 0    | PVF                         | Thành phố Hồ Chí Minh                                                           |  |
| 16:00               | Nguyễn Hồng Long (16) 90+2' · Đỗ Hoài An (9) 51' · Trương Công Vũ (18) 72' | Chi tiết | Trương Văn Thái Quý (7) 20' | Sân vận động: Sân Thành Long Lượng khán giả: 200 Trọng tài: Nguyễn Kim Việt Bảo |  |

- Tổng số bàn thắng: 5 bàn thắng, Trung bình: 1,25 bàn/ trận
- Tổng số thẻ vàng: 11 thẻ vàng, Trung bình: 3,66 thẻ/trận
- Tổng số thẻ đỏ: 0 thẻ đỏ, Trung bình: 0 thẻ/ trận
- Tổng số khán giả: 400 người, Trung bình: 133 người/ trận.

Vòng 3
| 8 tháng 11 năm 2014 | PVF                                                   | 2 – 2    | Palace Khánh Hòa                              | Thành phố Hồ Chí Minh                                                   |  |
| 14:00               | Hồ Minh Dĩ (24) 22' · Trương Huỳnh Anh Khoa (9) 45+1' | Chi tiết | Lê Kim Hậu (10) 80' · Phạm Trùm Tỉnh (11) 89' | Sân vận động: Sân Thành Long Lượng khán giả: 200 Trọng tài: La Văn Hùng |  |

| 8 tháng 11 năm 2014 | Tây Ninh                                                | 0 – 2    | Mancons Sài Gòn                                                                  | Thành phố Hồ Chí Minh                                                    |  |
| 14:00               | Phương Hoài Trung Hiếu (4) 77' · Trần Hữu Phát (20) 80' | Chi tiết | Nguyễn Thái Dương (10) 80' · Hoàng Đức Thắng (21) 88' · Nguyễn Hoàng Duy (1) 38' | Sân vận động: Sân Thành Long Lượng khán giả: 100 Trọng tài: Vũ Nguyên Vũ |  |

| 8 tháng 11 năm 2014 | Công An Nhân dân       | 0 – 0    | Bình Định               | Thành phố Hồ Chí Minh                                                  |  |
| 16:00               | Trần Quang Tâm (3) 68' | Chi tiết | Trần Thanh Sơn (18) 22' | Sân vận động: Sân Thành Long Lượng khán giả: 100 Trọng tài: Trương Phi |  |

- Tổng số bàn thắng: 6 bàn thắng, Trung bình: 2 bàn/ trận
- Tổng số thẻ vàng: 5 thẻ vàng, Trung bình: 1,66 thẻ/trận
- Tổng số thẻ đỏ: 0 thẻ đỏ, Trung bình: 0 thẻ/ trận
- Tổng số khán giả: 400 người, Trung bình: 133 người/ trận

Vòng 4
| 11 tháng 11 năm 2014 | Mancons Sài Gòn                                       | 4 – 0    | Công An Nhân dân | Thành phố Hồ Chí Minh                                                   |  |
| 14:00                | Đỗ Hoài An (9) 13' · Hoàng Đức Thắng (21) 24' 25' 88' | Chi tiết |                  | Sân vận động: Sân Thành Long Lượng khán giả: 100 Trọng tài: La Văn Hùng |  |

| 11 tháng 11 năm 2014 | Palace Khánh Hòa                                                                                       | 4 – 1    | Tây Ninh                 | Thành phố Hồ Chí Minh                                                          |  |
| 14:00                | Trần Văn Tùng (9) 47' · Phạm Trùm Tỉnh (11) 57' · Nguyễn Đoàn Duy Anh (13) 63' · Lê Kim Hậu (10) 90+2' | Chi tiết | Đặng Hoàng Hiếu (19) 54' | Sân vận động: Sân Thành Long Lượng khán giả: 50 Trọng tài: Nguyễn Kim Việt Bảo |  |

| 11 tháng 11 năm 2014 | PVF                                                                                                 | 2 – 1    | Bình Định | Thành phố Hồ Chí Minh                                                     |  |
| 16:00                | Trần Văn Hòa (5) 40' · Phạm Trọng Hóa (14) 85' · Nguyễn Tuấn Thành (4) 37' · Ngô Tùng Quốc (30) 62' | Chi tiết | Nguyễn Tấn Thành (4) 74' (O.g) · Định Thanh Bình (17) 49' · Nguyễn Văn Thạnh (7) 62' · Nguyễn Công Huy (13) 83' · Nguyễn Minh Trí (2) 84' · Trần Văn Nhớ (11) 88' | Sân vận động: Sân Thành Long Lượng khán giả: 100 Trọng tài: Trần Văn Điền |  |

- Tổng số bàn thắng: 12 bàn thắng, Trung bình: 4 bàn/ trận
- Tổng số thẻ vàng: 7 thẻ vàng, Trung bình: 2,33 thẻ/trận
- Tổng số thẻ đỏ: 0 thẻ đỏ, Trung bình: 0 thẻ/ trận
- Tổng số khán giả: 250 người, Trung bình: 83 người/ trận.

Vòng 5
| 13 tháng 11 năm 2014 | Tây Ninh                    | 1 – 1    | PVF                                                                      | Thành phố Hồ Chí Minh                                                    |  |
| 14:00                | Lê Hoàng Lượng (8) 85'. 13' | Chi tiết | Phạm Ngọc Châu (28) 55' · Hồ Minh Dĩ (24) 53' · Nguyễn Đình Bảo (17) 71' | Sân vận động: Sân Thành Long Lượng khán giả: 200 Trọng tài: Vũ Nguyên Vũ |  |

| 13 tháng 11 năm 2014 | Bình Định                                                                                             | 5 – 3    | Mancons Sài Gòn                                                                                  | Thành phố Hồ Chí Minh                                                   |  |
| 14:00                | Hồ Tấn Tài (14) 15' · Lê Thanh Phong (10) 20' 48' 77' · Lê Duy Tín (15) 88' · Phan Thanh Tịnh (5) 82' | Chi tiết | Đỗ Hoài An (9) 11' · Lưu Ngọc Hùng (23) 72' · Dương Mạnh Toàn (26) 78' · Đặng Trung Hiền (6) 19' | Sân vận động: Sân Thành Long Lượng khán giả: 150 Trọng tài: La Văn Hùng |  |

| 13 tháng 11 năm 2014 | Công An Nhân dân                                                            | 1 – 1    | Palace Khánh Hòa                              | Thành phố Hồ Chí Minh                                                  |  |
| 16:00                | Nguyễn Văn Quân (14) 82' · Phạm Tuấn Hải (16) 29' · Nguyễn Hữu Việt (9) 90' | Chi tiết | guyễn Hữu Cảm (20) 43' · Lê Xuân Ry (7) 90+2' | Sân vận động: Sân Thành Long Lượng khán giả: 50 Trọng tài: Đỗ Thành Đệ |  |

- Tổng số bàn thắng: 12 bàn thắng, Trung bình: 4 bàn/ trận
- Tổng số thẻ vàng: 7 thẻ vàng, Trung bình: 2,33 thẻ/trận
- Tổng số thẻ đỏ: 0 thẻ đỏ, Trung bình: 0 thẻ/ trận
- Tổng số khán giả: 400 người, Trung bình: 133 người/ trận.

## Bảng xếp hạng
| STT | Câu lạc bộ         | Tr | T | H | B | Bt | Bb | Hs | Điểm |
| --- | ------------------ | -- | - | - | - | -- | -- | -- | ---- |
| 1   | Mancons Sài Gòn    | 5  | 4 | 0 | 1 | 12 | 5  | +7 | 12   |
| 2   | Bình Định          | 5  | 3 | 1 | 1 | 8  | 5  | +3 | 10   |
| 3   | PVF                | 5  | 2 | 2 | 1 | 8  | 5  | +3 | 8    |
| 4   | Palace Khánh Hòa   | 5  | 1 | 2 | 2 | 7  | 7  | 0  | 5    |
| 5   | Tây Ninh B         | 5  | 1 | 1 | 3 | 4  | 9  | -5 | 4    |
| 6   | Công an Nhân dân B | 5  | 0 | 2 | 3 | 2  | 10 | -8 | 2    |